# „Ad leones!”
Ad leones! – nowela Cypriana Kamila Norwida powstała w latach 1881–1883, według informacji Juliusza Wiktora Gomulickiego na początku 1883. Jest uznawana za jedną z najwybitniejszych nowel w literaturze polskiej, należy do najczęściej przedrukowywanych i tłumaczonych utworów Norwida. Razem ze Stygmatem i Tajemnicą lorda Singelworth wchodzi w skład tzw. „trylogii włoskiej” Norwida, grupy nowel, których akcja toczy się we Włoszech. Prawydruk miał miejsce w „Chimerze” w 1901, utwór był zarazem pierwszym z dzieł Norwida wydanych przez Miriama. Wydanie poprawione tekstu znalazło się w Pismach zebranych Norwida (tom E, Warszawa-Kraków 1912). Pod względem kompozycji utwór odznacza się dużą zwartością. Narrator jest zdystansowany wobec wydarzeń, często posługuje się ironią. W utworze występuje duże nagromadzenie dynamicznych, plastycznych opisów. Problematyka koncentruje się wokół roli sztuki i artysty w świecie współczesnym i ich stosunku do rzeczywistości kapitalizmu – podobne problemy poruszała często literatura Młodej Polski, stąd duże zainteresowanie, jakim nowela cieszyła się w tym okresie. Utwór jest trudny w interpretacji, wywołuje też liczne kontrowersje interpretacyjne.

## Treść utworu

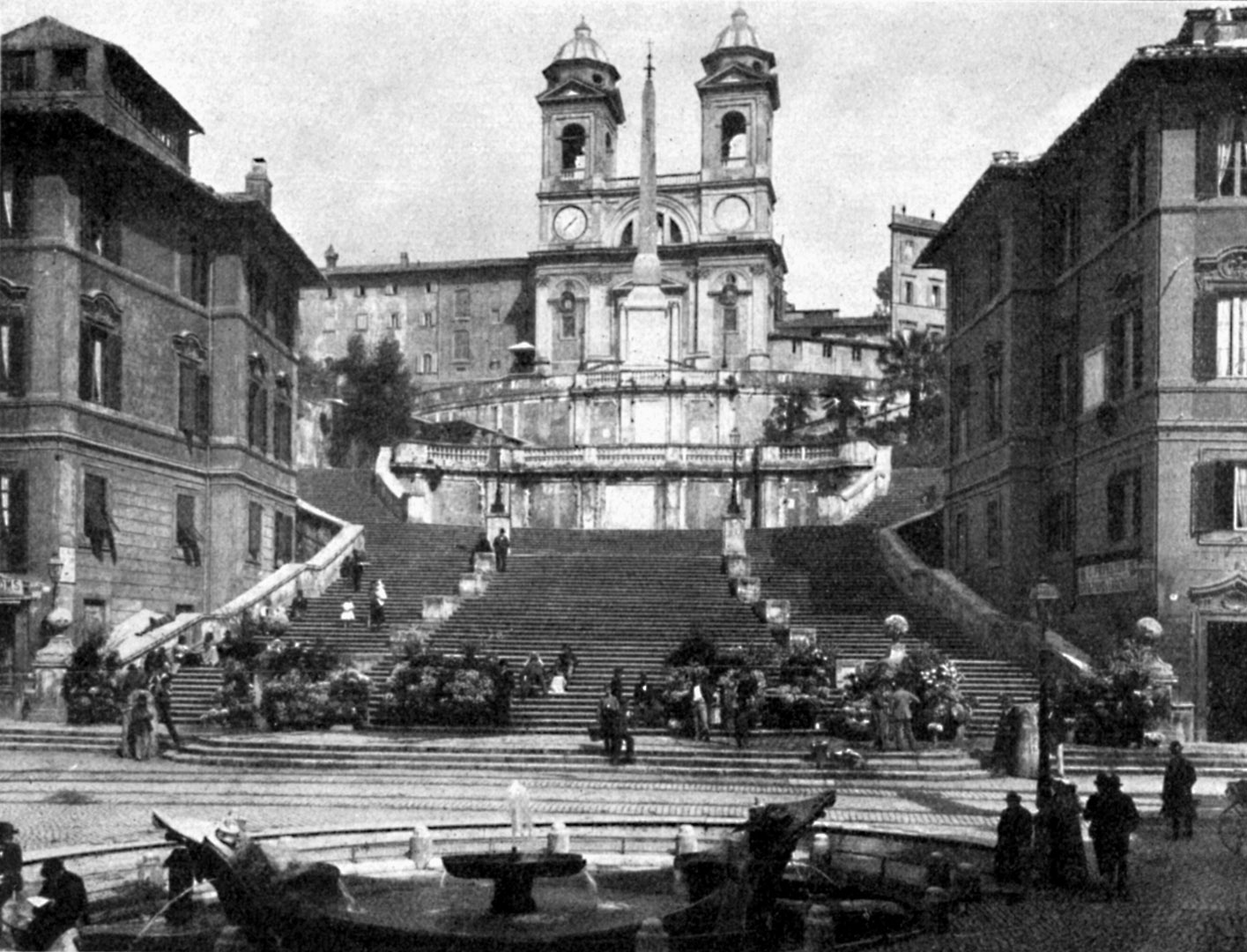
Schody Hiszpańskie na początku XX wieku

Nowela przedstawia historię pracującego w Rzymie rzeźbiarza, który tworzy tam dzieło Christani ad leones [Chrześcijanie dla lwów]. Pod wpływem gustów amerykańskiego bogatego nabywcy przekształca on jednak swoje dzieło w rzeźbę o tytule Kapitalizacja.
Narrator charakteryzuje głównego bohatera za pomocą drobnych szczegółów życia codziennego – chodzi on każdego dnia do kawiarni „Caffé-Greco”, posiada wielką i piękną charcicę kirgiską, wzbudzającą podziw obserwatorów. W kawiarni artysta spotyka się z barwnym towarzystwem składającym się z innych artystów, intelektualistów i dziennikarzy. Norwid poświęca wiele miejsca zabarwionym łagodną ironią, plastycznym opisom kawiarnianego towarzystwa artysty – redaktora, śpiewaka i guwernera. Główny bohater zadaje się także z modelami i artystami gromadzącymi się na rzymskich Schodach Hiszpańskich. Znany jest tam dobrze ze swojego monumentalnego przedsięwzięcia rzeźbiarskiego mającego przedstawiać dwóch chrześcijan rzuconych na pożarcie lwom w czasie prześladowań za cesarza Domicjana.
Po charakterystyce głównego bohatera i jego środowiska i zajęć nowela przedstawia spotkanie narratora z rzeźbiarzem i redaktorem w kawiarni. Narrator zostaje zaproszony przez rzeźbiarza do jego pracowni na pokaz jego nieukończonego jeszcze dzieła. Po opuszczeniu kawiarni spotyka na schodach hiszpańskich guwernera, od którego dowiaduje się, że zaproszenie otrzymał nie tylko on jeden, ale wszyscy znajomi rzeźbiarza. Dołączyć ma do nich zaproszony przez redaktora bogaty korespondent amerykański, który wyraził chęć zakupienia dzieła i przesłania go do Ameryki, jeśli będzie ono odpowiadało jego gustom.
Artysta w swojej pełnej nieładu pracowni prezentuje zgromadzonej publiczności zarys dzieła. Rzeźba wywołuje entuzjazm publiczności, chociaż nie jest ona jeszcze w stanie ogarnąć całości na tym etapie jej wykończenia. Gdy entuzjazm opada, redaktor wygłasza uwagę, że by dzieło zostało ukończone, potrzeba na to coraz większych nakładów finansowych. Mówi, że w związku z wielością religii w Ameryce zaproszonemu potencjalnemu nabywcy może nie spodobać się to, że elementem rzeźby jest krzyż – „Na cóż koniecznie ten znak martwy, którego uczucie w całości rzeczy i tak jest rozlanym? a dla którego obecności nabywca (dajmy na to mojżeszowego wyznania) nie będzie mógł w parku swoim przed domem grupy postawić, i od kupna się cofnie...”. Narrator odpowiada na to, że zepsułoby to trudną do wykonania kompozycję rzeźby, na co redaktor wykrzykuje, że to po prostu jedna trudność mniej, po czym wyjmuje krzyż z rąk przedstawionego w niej chrześcijanina. Zamiast krzyża w rzeźbie mają znaleźć się klucze, a guwerner dodaje, że w zasadzie rzeźba nie jest portretem konkretnych męczenników, wcale nie musi więc przedstawiać chrześcijan rzuconych lwom, ale alegorycznie pojmowane poświęcenie i walkę.
Po tych słowach do pracowni rzeźbiarza wszedł amerykański korespondent, niski, starannie i czysto ubrany, posiadający przedmioty ze złota i drogich kamieni. Przywitał się z redaktorem i artystą, jednocześnie domagając się obcesowo szczegółowego omówienia sensu rzeźby. Redaktor objaśnia go jako przedstawienie energii czynu poczynającego pracę. Amerykanin wyraża przypuszczenie, że trzymająca klucz kobieta przedstawia oszczędność, a leżącego lwa bierze za szkatułę, wyrażając jednocześnie pragnienie, by znalazły się przy niej narzędzia rolnicze i rzemieślnicze. Rzeźbiarz bez sprzeciwu kreśli na kufrze znak sierpa, a Amerykanin chwali dzieło jako przystępne i jasne przedstawienie „kapitalizacji”. Uznając dzieło za udane, podyktował redaktorowi tekst umowy z rzeźbiarzem: „Izaak Edgar Midlebank-junior u dostojnego Rzeźbiarza*** zamawia grupę przedstawiają Kapitalizację, a która ma być z marmuru białego, bez plamy i skazy, wykonaną – i nie o wiele przechodzić ceną swoją 13000 dolarów”, do czego redaktor dopisał: „Rzeźbiarz*** podejmuje się wykonać grupę (Kapitalizację) z marmuru białego, o ile można bez plamy i skazy – nie przechodzącą o wiele ceną swoją 73000 lirów, i na rozkaz;, dostojnego Izaaka Edgara Midlebank (junior) etc., etc.”. Następnie korespondent zażądał dopisania w tekście umowy brakujących dat, pochwalił urodę suki artysty, pożegnał się i wyszedł.
Nowela kończy się opisem stanu ducha narratora – „serce miałem obrzmiałe i ciężkie, ducha czułem poniżonego... powiew jakiś, czy jęk, Hiobowym nastrojem szemrał mi w ucho: „Tak to więc wszystko, na tym słusznie przeklętym świecie, wszystko, co się poczyna z dziewiczego natchnienia myśli, musi tu być sprzedanym za 6 dolarów!... (30 SREBRNIKÓW!)””. Narrator, który obiecywał sobie wprawdzie w myślach nie skomentować sytuacji, zwrócił się jednak do redaktora z uwagą, że rzeźba chrześcijan rzuconych na pożarcie lwom jest bardzo odległa w wymowie od „kapitalizacji”. Redaktor odpowiedział, że w swoim zawodzie codziennie czyni to samo z myślami i uczuciami, „redakcja jest redukcją” – co narrator skomentował kończącymi utwór słowami „to tak, jak sumienie jest sumieniem”.

## Interpretacje
Utwór powstał prawdopodobnie pod wpływem wrażenia, które Norwid odniósł odwiedzając paryski Salon w 1881. Sztuka prezentowana wtedy na Salonie była ściśle dostosowana do gustów mieszczaństwa i wymogów malarstwa akademickiego; znanym przykładem opozycji wobec niej jest malarstwo impresjonistów. Norwid przejął się pozbawieniem wyższych idei i skorumpowaniem sztuki swoich czasów, uzależnieniem sztuki od pieniądza. Wyrazem tego wrażenia jest nowela Ad leones!, w której fabuła podporządkowana jest przedstawieniu mechanizmu tego uzależnienia za pomocą paraboli. Konkretna wymowa utworu budzi jednak spory.
Znaczna część krytyków za winowajców przekształcenia rzeźby w „Kapitalizację” uznaje współczesne społeczeństwo i samego artystę. Należą do nich Miriam, Konrad Górski (Ad leones (Próba analizy), w: Z historii i teorii literatury, Warszawa 1962), Juliusz Wiktor Gomulicki, Jacek Trznadel. Kazimierz Wyka uważa jednak, że nowela nie tyle ma przedstawić indywidualną winę artysty, ile raczej opisać konieczność epoki, a bierność artysty ma charakter ironiczny. Natomiast według Zofii Stefanowskiej nowela pokazuje rozdwojenie sytuacji artysty w świecie współczesnym – z jednej strony konieczny konflikt z publicznością, z drugiej konieczność finansowania sztuki przez publiczność.
Jako pierwszy z interpretacją konfrontującą artystę i społeczeństwo wystąpił Miriam. Nowela miała szczególne znaczenie dla jego interpretacji całego pisarstwa Norwida, i dla całej jego estetyzującej krytyki literackiej – świadczy o tym fakt, że utwór ukazał się w pierwszym numerze "Chimery" i że był pierwszym utworem Norwida wydanym przez Miriama. W tym samym numerze Chimery ukazał się zresztą programowy artykuł Miriama „Los geniuszów”. Ad Leones! może być interpretowany jako ten utwór Norwida, w którym problematyka konfliktu artysty i współczesnego społeczeństwa ujawnia się najwyraźniej. Miriam zmierzył bohatera noweli miarą młodopolskego ideału artysty „cygana” pozostającego w konflikcie ze światem „filistrów”. Zarazem ogłoszona przez Miriama wraz z zapowiedzią odkrycia „zapomnianego geniusza” nowela stanowiła w pierwszym numerze „Chimery” rodzaj suplementu do wyidealizowanej biografii Norwida – Norwid, „zapomniany geniusz”, „poeta przeklęty” został przez Miriama ostro przeciwstawiony artyście-bohaterowi noweli. Życie Norwida kończy się pośmiertnym tryumfem zapomnianego, ale bezkompromisowego twórcy – życie artysty z Ad Leones!! kończy się zdradą ideału. Miriam nazywa więc Norwida kimś, kto zostaje „Bogiem”, artystę z noweli kimś, kto „zniżywszy trochę loty” zostaje „Bożyszczem”. Ostatecznie Miriam odczytał więc nowelę jako opowieść o upadku moralnym artysty.
Takie rozumienie Ad leones! panowało od czasu komentarzy Miriama do Pism zebranych Norwida. Zaczęło jednak budzić niepokój krytyków jako zbyt silnie związane z młodopolskim estetyzmem, co wywołało toczącą się do dziś dyskusję. Klęskę artystyczną i moralną, jaką była przemiana rzeźby Chrześcijanie dla lwów w Kapitalizację ponosił zresztą według krytyków nie tylko sam rzeźbiarz, ale też zakłamany redaktor i całe otaczające rzeźbiarza środowisko – rolę otoczenia rzeźbiarza podkreślał zwłaszcza Konrad Górski. Przeciw tym wszystkim utrwalonym interpretacjom wystąpił szczególnie ostro Kazimierz Wyka. Według Wyki rzeźbiarz góruje moralnie nad swoim otoczeniem – jego bierność w czasie przekształcania dzieła jest aktem „doskonałego ironisty, który przez pozorne przyznanie słuszności daje dowód swojej przewagi” skoro „tylko w ten sposób może zwyciężyć jako ironista”. Zarazem Wyka wyraża jednak wątpliwość, czy Norwid dostatecznie wyraźnie przedstawił motywacje rzeźbiarza.